# 昨非庵日纂
《昨非庵日纂》，明代笔记小说集。鄭瑄编撰。凡20卷。
昨非庵是指作者鄭瑄的書房名稱。《昨非庵日纂》為讀書札記型的編纂著作，隨筆抄錄自不同書籍，並經過改寫，偶附上出處。該書分〈宦澤〉、〈冰操〉、〈種德〉、〈敦本〉、〈詒謀〉、〈坦游〉、〈頤真〉、〈靜觀〉、〈惜福〉、〈汪度〉、〈廣慈〉、〈口德〉、〈內省〉、〈守雌〉、〈解紛〉、〈悔過〉、〈方便〉、〈徑地〉、〈韜穎〉、〈冥果〉等二十類。《昨非庵日纂》共三集，非一時完成。最晚至崇禎十五年，作者終於完成第三集。《昨非庵日纂》刊行後，大受歡迎，書商見有利可圖，遂進行仿冒。例如，將《昨非庵日纂》改為《福壽全書》，凡六卷，並託名陳繼儒。又如《鏡人集》乃將原書二十類合併為十二類，再加以出版。